# Шалфей обыкновенный
Шалфей обыкновенный, или Шалфей плебейский (лат. Salvia plebeia) — однолетнее растение, вид рода Шалфей (Salvia) семейства Яснотковые (Lamiaceae).
Встречается в Южной и Юго-Восточной Азии, Китае, Корее, Японии и некоторых районах Австралии. На территории России встречается в Приморском крае южнее озера Ханка.

## Ботаническое описание
Растение высотой 30—50 см.
Стебель прямой, ветвистый, опушённый.
Листья эллиптические, продолговатые или продолговато-ланцетные, длиной 3,5—5,5 см, шириной 1,5—2,5 см, острые или туповатые, при основании клиновидные, по краю городчатые, с обеих сторон коротко прижато-опушённые. Прицветные листья яйцевидные, острые, сидячие, цельнокрайные.
Соцветие удлинённая пирамидальная метёлка с двумя-тремя парами ветвей; чашечка длиной 2—3 мм; венчик фиолетовый, длиной 7—8 мм.
Орешки почти шаровидные, диаметром 0,5 мм, гладкие, светло-бурые.

## Классификация

### Таксономия
Вид Шалфей обыкновенный входит в род Шалфей (Salvia) подсемейства Котовниковые (Nepetoideae) семейства Яснотковые (Lamiaceae) порядка Ясноткоцветные (Lamiales).
|  |                                      |  |                                                             |                                                             |                      |  | ещё 21 семейство (согласно Системе APG II) | ещё 21 семейство (согласно Системе APG II)  |                                             |  |  |  | ещё 110—130 родов   | ещё 110—130 родов       |  |  |
|  |                                      |  |                                                             |                                                             |                      |  | ещё 21 семейство (согласно Системе APG II) | ещё 21 семейство (согласно Системе APG II)  |                                             |  |  |  | ещё 110—130 родов   | ещё 110—130 родов       |  |  |
|  |                                      |  |                                                             | порядок Ясноткоцветные                                      |                      |  |                                            |                                             | подсемейство Котовниковые                   |  |  |  |                     | вид Шалфей обыкновенный |  |  |
|  |                                      |  |                                                             | порядок Ясноткоцветные                                      |                      |  |                                            |                                             | подсемейство Котовниковые                   |  |  |  |                     | вид Шалфей обыкновенный |  |  |
|  | отдел Цветковые, или Покрытосеменные |  |                                                             |                                                             | семейство Яснотковые |  |                                            |                                             | род Шалфей                                  |  |  |  |                     |                         |  |  |
|  | отдел Цветковые, или Покрытосеменные |  |                                                             |                                                             |                      |  |                                            |                                             |                                             |  |  |  |                     |                         |  |  |
|  |                                      |  | ещё 44 порядка цветковых растений (согласно Системе APG II) | ещё 44 порядка цветковых растений (согласно Системе APG II) |                      |  |                                            | ещё 7 подсемейств (согласно Системе APG II) | ещё 7 подсемейств (согласно Системе APG II) |  |  |  | ещё 700 — 900 видов |                         |  |  |
|  |                                      |  |                                                             | ещё 44 порядка цветковых растений (согласно Системе APG II) |                      |  |                                            |                                             | ещё 7 подсемейств (согласно Системе APG II) |  |  |  |                     |                         |  |  |